# Hoplophorella sacyae
Hoplophorella sacyae är en kvalsterart som först beskrevs av Sandór Mahunka 1983.  Hoplophorella sacyae ingår i släktet Hoplophorella och familjen Phthiracaridae. Inga underarter finns listade i Catalogue of Life.